# Sussidiarie Sony
Questa pagina raccoglie l'elenco (parziale) delle sussidiarie e delle partecipazioni di Sony Corporation.

## Azionisti
(Alla data del 30 settembre 2016)
1. USA State Street Corporation - (8.4%)
2. USA Citigroup Inc. - (8.2%)
3. JPN Japan Trustee Services Bank, Ltd. (trust account) – (5.9%)
4. USA JPMorgan Chase & Co. - (5.1%)
5. JPN The Master Trust Bank of Japan, Ltd. (trust account) – (5.0%)
6. USA The Bank of New York Mellon – (1.5%)

## Lista delle principali sussidiarie Sony per area geografica

### Giappone
- Sony EMCS Corporation
- Sony LSI Design Inc.
- Sony Global Solutions Inc.
- Sony Enterprise Co., Ltd.
- Sony Energy Devices Corporation
- Sony Chemicals Corporation
- So-net Entertainment Corporation
- Sony Computer Entertainment Inc.
- Sony Supply Chain Solutions Inc.
- Sony Siroisi Semiconductor Inc.
- Sony Financial Holdings Inc.
  - Sony Life Insurance Co., Ltd
  - Sony Assurance Inc.
  - Sony Bank Inc.
- Sony Semiconductor Kyushu Corporation
- Sony Pictures Entertainment (Japan) Inc.
- Sony PCL Inc.
- Sony Human Capital Corporation
- Sony Finance International, Inc.
- Sony Facility Management Corporation
- Sony Broadcast Media Co.,Ltd
- Sony Broadband Solutions Corp.
- Sony Marketing Co., Ltd
- Sony Manufacturing Systems Corporation
- Sony Miyagi Corporation
- Sony Music Entertainment (Japan) Inc.
- Sony Computer Science Laboratories, Inc.
- ST Liquid Crystal Display Corporation (50%)
- ST Mobile Display Corporation (80%)
- START Lab Inc. (50.1%)
- FeliCa Networks, Inc. (57%)
- Plazastyle Corporation (Sony Plaza) (49%)
- All Inc. (60.92%)
- Frontage Inc. (60%)
- Field Emission Technologies Inc. (36.5%)

### Resto del mondo
- Sony of Canada Ltd.
- Sony Corporation of America
  - Sony Computer Entertainment America Inc.
  - Sony Electronics Inc.
  - Sony/ATV Music Publishing
  - Sony Music Entertainment Inc.
  - Sony Network Entertainment Inc.
  - Sony Pictures Entertainment Inc.
    - Sony Wonder

  - Sony Latin America Inc. (Florida, USA)
- Sony Magnetic Products Inc. of America
- Sony Argentina S.A.
- Sony Comercio e Industria Ltda (Brasile)
- Sony Componentes Ltda (Brasile)
- Sony da Amazonia Ltda (Brasile)
- Sony Chile Ltda (Cile)
- Sony de Mexico S.A. de C.V.
- Sony de Mexicali, S.A. de C.V. (Messico)
- Sony Nuevo Laredo,S.A. de C.V. (Messico)
- Sony de Tijuana Oeste, S.A. de C.V. (Messico)
- Sony Corporation of Panama, S.A.
- Sony Puerto Rico, Inc.
- Sony Austria GmbH
- Sony DADC Austria A.G.
- Sony Service Centre (Europe) N.V. (Bruxelles, Belgio)
- Sony Overseas S.A. (Svizzera)
- Sony Czech, spol. s.r.o.
- Sony Berlin (Germania)
- Sony Deutschland (Germania)
- Sony Europe (Germania)
- Sony Nordic (Danimarca)
- Sony Espana (Spagna)
- Sony France
- Sony United Kingdom
- Sony Global Treasury Service (Regno Unito)
- Sony Computer Entertainment Europe Limited (Regno Unito)
- Sony Hungaria (Ungheria)
- Sony Italia (Italia)
- Sony Benelux (Paesi Bassi)
- Sony Europa (Paesi Bassi)
- Sony Logistics Europe (Paesi Bassi)
- Sony Poland (Polonia)
- Sony Portugal (Portogallo)
- Sony Slovakia (Slovacchia)
- Sony Eurasia Pazarlama (Turchia)
- Sony (China)
- Beijing Suohong Electronics (Cina)
- Shanghai Suoguang Visual Products (Cina)
- Shanghai Suoguang Electronics (Cina)
- Sony Electronics (Wuxi) (Cina)
- Sony Corporation of Hong Kong
- Sony International (Hong Kong)
- PT. Sony Electronics Indonesia
- Sony India Private Limited
- Sony Electronics of Korea Corporation
- Sony Korea Corporation
- Sony Electronics (Malaysia)
- Sony Technology (Malaysia)
- Sony Philippines
- Sony Electronics (Singapore)
- Sony Magnetic Products (Thailandia)
- Sony Mobile Electronics (Thailandia)
- Sony Device Technology (Thailandia)
- Sony Siam Industries
- Sony Australia Limited
- Sony Computer Entertainment Australia
- Sony New Zealand
- Sony GULF FZE (Emirati Arabi Uniti)
- Sony Vietnam
- Sony Mobile Communications (100%) (Svezia; sede nel Regno Unito)
- S-LCD Corporation (50%)
- Sony Creative Software

## Lista delle sussidiarie Sony per segmento

### Produzioni e distribuzioni cinematografiche e televisive
- Sony Pictures Entertainment, che si suddivide in:
  - Columbia TriStar Motion Picture Group
    - Columbia Pictures
    - TriStar Pictures
    - Triumph Films
    - Sony Pictures Classics
    - Screen Gems
    - Sony Pictures Worldwide Acquisitions Group
      - Destination Films
      - Stage 6 Films
      - Affirm Films
      - TriStar Productions

  - Sony Pictures Home Entertainment
    - Sony Wonder

  - Sony Pictures Television
    - Wheel of Fortune
    - Jeopardy!
    - 2waytraffic
    - Crackle
    - CPT Holdings
    - TriStar Television
    - Tandem Productions
    - ELP Communications
    - Culver Entertainment
    - Starling Productions
    - Tuvalu Media
    - Huaso
    - Lean-M Producers Center
    - Teleset
    - Victory Television
    - Gogglebox Entertainment
    - Silver River Productions
    - Floresta
    - Left Bank Pictures
    - Scarlet Media
    - Embassy Row
    - Game Show Network (58% comproprietà con DirecTV)
    - Sony Movie Channel
      - Sony Movie Channel (Canada)

    - Fearnet (joint venture con Comcast e Lions Gate Entertainment)
    - 3net (joint venture con Discovery Communications e IMAX)
    - Sony Entertainment Television India
    - Sony Entertainment Television Asia
    - SET Max
    - Sony MIX
    - SET PIX
    - SAB TV
    - Animax
    - AXN
    - More Than Movies
    - Movies4Men
    - Cine Sony Television
    - TV1 General Entertainment Partnership (joint venture con SPT, CBS Studios International e NBCUniversal)
      - TV1 Australia
      - SF Channel Australia

  - Sony Pictures Digital
    - Sony Pictures Imageworks
    - Sony Pictures Animation

  - Mandalay Entertainment (coinvolgimento parziale)
  - Phoenix Pictures (coinvolgimento parziale)

### Settore musicale
- Sony/ATV Music Publishing (50%)
- EMI Music Publishing (38% con The Michael Jackson Company)
- Sony Music Entertainment
  - Columbia/Epic Label Group
  - RCA/Jive Label Group
  - Sony Music India
  - Sony Music Nashville
  - Sony Masterworks
  - Sony Music Latin
  - Legacy Recordings
  - Provident Label Group
  - Columbia Records
  - RCA Records
  - Syco
  - RED Distribution
  - Gracenote
- Sony Music Entertainment Japan
  - Aniplex
  - EPIC Records Japan
  - Antinos Records
  - Ki/oon Records
  - Ariola Japan
  - BMG Japan
  - DefSTAR Records
  - Okeh Records

### Settore video e videogiochi
- Sony Interactive Entertainment - PlayStation
  - SCE Japan Studio
  - Polyphony Digital
  - Naughty Dog
    - ICE Team

  - SCE Santa Monica Studio
  - SCE San Diego Studio
  - SCE Bend Studio
  - SCE Foster City Studio
  - SCE London Studio
  - XDev
  - Guerrilla Games
  - Media Molecule
  - Sucker Punch Productions
- Sony Computer Entertainment - Gaikai

### Fondazioni e scuole
- Sony Foundation for Education
- Sony Music Foundation
- Sony USA Foundation
- Sony Foundation Australia Trustee
- Sony of Canada Science Scholarship Foundation
- Sony Europe Foundation
- Sony Gakuen Shohoku College

## Precedenti divisioni
- Movielink (di proprietà congiunta con Paramount Pictures, Universal Studios, Metro-Goldwyn-Mayer e  Warner Bros.) - Venduto a  Blockbuster LLC
- Scarlet Media - Chiusa è venduta a FOX
- FEARnet HD (di proprietà congiunta di Comcast e Lions Gate Entertainment) - Venduta a Comcast e incorporato in Syfy e Chiller
- 3D NetCo LLC (3net, di proprietà congiunta di Discovery Communications e IMAX) - chiuso
- TV1 General Entertainment Partnership (di proprietà congiunta di SPT, CBS Studios International e NBCUniversal) - chiuso
  - TV1
  - SF Channel
- Gracenote - Venduto a Tribune Media
- Sony Online Entertainment - Venduto a Columbus Nova ed è diventato Daybreak Game Company
- Victory Television - Chiuso dopo l'addio di Victoria Ashbourne
- Silver River Productions - Chiuso nel 2015 dopo l'addio di Daisy Goodwin nel 2012.
- Sony Chemicals Corporation - Venduto ed è diventato Dexerials Corporation.
- Evolution Studios - Venduto a Codemasters